# Microsoft Word
O Microsoft Word é um processador de texto desenvolvido pela Microsoft e lançado originalmente em 1983, para computadores IBM PC com o sistema operacional DOS. Seu criador foi Richard Brodie, um ex-funcionário da Microsoft. Posteriormente, o software ganhou versões para o Apple Macintosh (1984), SCO UNIX e Microsoft Windows (1989), consolidando-se como um dos principais editores de texto do mercado e referência mundial em processamento de texto. Desde seu lançamento, o Word passou por diversas atualizações e melhorias, acompanhando as evoluções tecnológicas e mudanças nas necessidades dos usuários.
Atualmente, o Word integra o conjunto de aplicativos Microsoft Office, sendo amplamente utilizado em ambientes corporativos, acadêmicos e domésticos. As versões mais antigas utilizam a extensão de arquivo ".doc", enquanto as versões lançadas a partir do Microsoft Office 2007 adotam a extensão ".docx", baseada no formato Office Open XML. Essa mudança permitiu maior compatibilidade com outros softwares e uma estrutura de arquivo mais robusta, facilitando a recuperação de documentos corrompidos e reduzindo o tamanho dos arquivos.
Entre seus principais recursos, destacam-se ferramentas de formatação de texto, revisão ortográfica e gramatical, inserção de imagens, tabelas, gráficos e outros elementos multimídia. O Microsoft Word também oferece suporte à criação de índices, sumários automáticos, citações bibliográficas e controle de alterações em documentos colaborativos. Além disso, com a crescente integração com a nuvem, usuários podem salvar e editar arquivos diretamente no OneDrive, permitindo colaboração em tempo real com outras pessoas.
O Microsoft Word é comumente empregado na produção de trabalhos escolares, textos acadêmicos, relatórios empresariais, contratos, currículos e diversos outros tipos de documentos formais e informais. Sua interface intuitiva e compatibilidade com múltiplas plataformas fazem dele uma ferramenta essencial na rotina digital de milhões de usuários ao redor do mundo.

## Versões
|      | Nome                  | Versão | |
| ---- | --------------------- | ------ | --- |
| 1989 | Word for Windows 1.0  |        | |
| 1990 | Word for Windows 1.1  | 1.1    | Apelidado de Bill the Cat |
| 1990 | Word for Windows 1.1a | 1.1a   | Para Windows 3.1 |
| 1991 | Word for Windows 2.0  | 2.0    | Apelidado Spaceman Spiff |
| 1993 | Word for Windows 6.0  | 6.0    | Apelidado T3 (renumerado para 6 para igualar a versão do DOS, Macintosh e também WordPerfect, o principal competidor no mercado de editor de textos da época; também a versão 32-bit do Windows NT apenas) |
| 1995 | Word 95               | 7.0    | Incluído no Microsoft Office 95 |
| 1997 | Word 97               | 8.0    | Incluído no Microsoft Office 97 |
| 1998 | Word 98               | 8.5    | Vendido apenas como parte do Microsoft Office 97. |
| 1999 | Word 2000             | 9.0    | Incluído no Microsoft Office 2000 |
| 2001 | Word 2002             | 10.0   | Incluído no Microsoft Office XP |
| 2003 | Office Word 2003      | 11.0   | Incluído no Microsoft Office 2003 |
| 2006 | Office Word 2007      | 12.0   | Incluído no Microsoft Office 2007; lançamento empresarial em 30 de novembro de 2006; para consumidores em 30 de janeiro de 2007                                                                            |
| 2010 | Word 2010             | 14.0   | Incluído no Microsoft Office 2010 |
| 2013 | Word 2013             | 15.0   | Incluído no Microsoft Office 2013 |
| 2015 | Word 2016             | 16.0   | incluído no Microsoft Office 2016 |

Nota: Versão número 13 foi omitida por superstição.
| Ano de lançamento | Nome      | Comentários |
| ----------------- | --------- | --- |
| 1985              | Word 1    | |
| 1987              | Word 3    | |
| 1989              | Word 4    | Parte do Office 1.0 e 1.5                                                                                              |
| 1991              | Word 5    | - Parte do Office 3.0 - Necessário System 6.0.2, 512 KB de RAM (1 MB para 5.1), 6.5 MB espaço de disco rígido avaliado |
| 1992              | Word 5.1  | - Parte do Office 3.0 - Última versão para suporte do Mac-68000                                                        |
| 1993              | Word 6    | - Parte do Office 4.2 - Necessário System 7.0, 4 MB de RAM (8 MB recomendável) 10 MB de espaço no disco, 68020 CPU     |
| 1998              | Word 98   | - Parte do Office 98 Macintosh Edition - Necessário PowerPC-plataforma Mac                                             |
| 2000              | Word 2001 | - Parte de Microsoft Office 2001 - Última versão compatível com (OS 9 ou anterior) Mac OS clássico                     |
| 2001              | Word v. X | - Parte do Office v. X - Primeira versão exclusiva para Mac OS X                                                       |
| 2004              | Word 2004 | Parte do Microsoft Office 2004                                                                                         |
| 2008              | Word 2008 | Parte do Microsoft Office 2008                                                                                         |
| 2010              | Word 2011 | Parte do Microsoft Office 2011                                                                                         |

| Ano de lançamento | Nome     | Comentários                                                  |
| ----------------- | -------- | ------------------------------------------------------------ |
| 1983              | Word 1   |                                                              |
| 1985              | Word 2   |                                                              |
| 1986              | Word 3   |                                                              |
| 1987              | Word 4   |                                                              |
| 1989              | Word 5   |                                                              |
| 1991              | Word 5.1 |                                                              |
| 1991              | Word 5.5 | Primeira versão DOS para ser usada como interface do Windows |
| 1993              | Word 6.0 |                                                              |

| Plataforma | Ano de lançamento | Nome                                | Comentários                             |
| ---------- | ----------------- | ----------------------------------- | --------------------------------------- |
| Atari ST   | 1988              | Microsoft Write                     | Baseado no Microsoft Word 1.05 para Mac |
| OS/2       | 1992              | Microsoft Word for OS/2 versão 1.1B |                                         |
| SCO Unix   | 1994-1995         | Microsoft Word para Unix versão 5.1 |                                         |